# Atelomycterus

Atelomycterus es un género de tiburones de la familia scyliorhinidae.

## Especies
- Atelomycterus baliensis (White, Last & Dharmadi, 2005) ([2]
- Atelomycterus fasciatus (Compagno & Stevens, 1993) [3]
- Atelomycterus macleayi (Whitley, 1939) [4]
- Atelomycterus marmoratus (Bennett, 1830) [5]
- Atelomycterus marnkalha (Jacobsen & Bennett, 2007) [6][7][8][9][10][11][12]